# 豊國神社 (大阪市)
- 豊国神社（新字体、大阪市が使用）
- 豐國神社（旧字体、歴史的表記）
- 豊國神社（新旧混用、豊國神社が使用）

豊國神社（ほうこくじんじゃ、新字体：豊国神社、旧字体：豐國神社）は、大阪市中央区にある神社。大阪城二の丸南側に鎮座する。旧社格は府社。京都・豊国神社が訓読み（とよくに）で、豊臣秀吉のみを主祭神とするのに対して、当社は音読み（ほうこく）で、豊臣秀頼、豊臣秀長も配祀する。

## 歴史

### 中之島での創建
1868年5月（明治元年閏4月） 明治天皇により、大阪裁判所（大阪府の前身）に豊臣秀吉を祀る「豊國神社」建立の御沙汰がある。
京都・豊国神社の大阪別社として創建され、1879年（明治12年）11月18日 社殿落成、同12月28日正遷宮祭した。秀吉ゆかりの大阪城は陸軍省の所管だったため神社を建てることができず、北区中之島字山崎の鼻（現・大阪市中央公会堂がある所）に創建、鎮座した。
1891年（明治24年）12月、東隣りに中之島公園が開園し、1904年（明治37年）3月には西隣りに大阪府立図書館が開館する。1912年（大正元年） 中央公会堂建設のため、図書館の西隣りへと遷座する。
1921年（大正10年）、京都・豊国神社から独立し府社に列格する。その際、当社はその名称の読みを、京都の豊国神社が「とよくに」であるのに対して、「ほうこく」の読みに改めている。

### 大阪城への移転
1921年（大正10年）5月、大阪市庁舎が北区堂島浜通2丁目（現・堂島3丁目）から、豊國神社の西隣りへと移転する。
1935年（昭和10年）頃より、大阪市庁舎の増築のため神社に移転してもらおうとの話が出るが、1941年（昭和16年）に太平洋戦争が始まったため移転は一時中止された。1943年（昭和18年）には豊臣秀吉像が金属類回収令によって供出される。戦後の1956年（昭和31年）、再び大阪市より神社移転の要望が出され、正式に替地として大阪城の二の丸に移転することが決定した。
1961年（昭和36年）1月、大阪市庁舎増築のため、東区馬場町（現・中央区大阪城）の現在地へ遷座する。遷座前の社殿は豊中市の服部住吉神社に移築された。なお、西村捨三が建碑した木村重成表忠碑は移転せず中之島に残している。
2007年（平成19年）4月17日、彫刻家中村晋也により豊臣秀吉像が復元される。1943年（昭和18年）に金属供出されて以来64年ぶりの復元である。

## 祭神
- 主祭神 - 豊臣秀吉公、豊臣秀頼公、豊臣秀長卿

## 境内
- 本殿
- 幣殿
- 拝殿

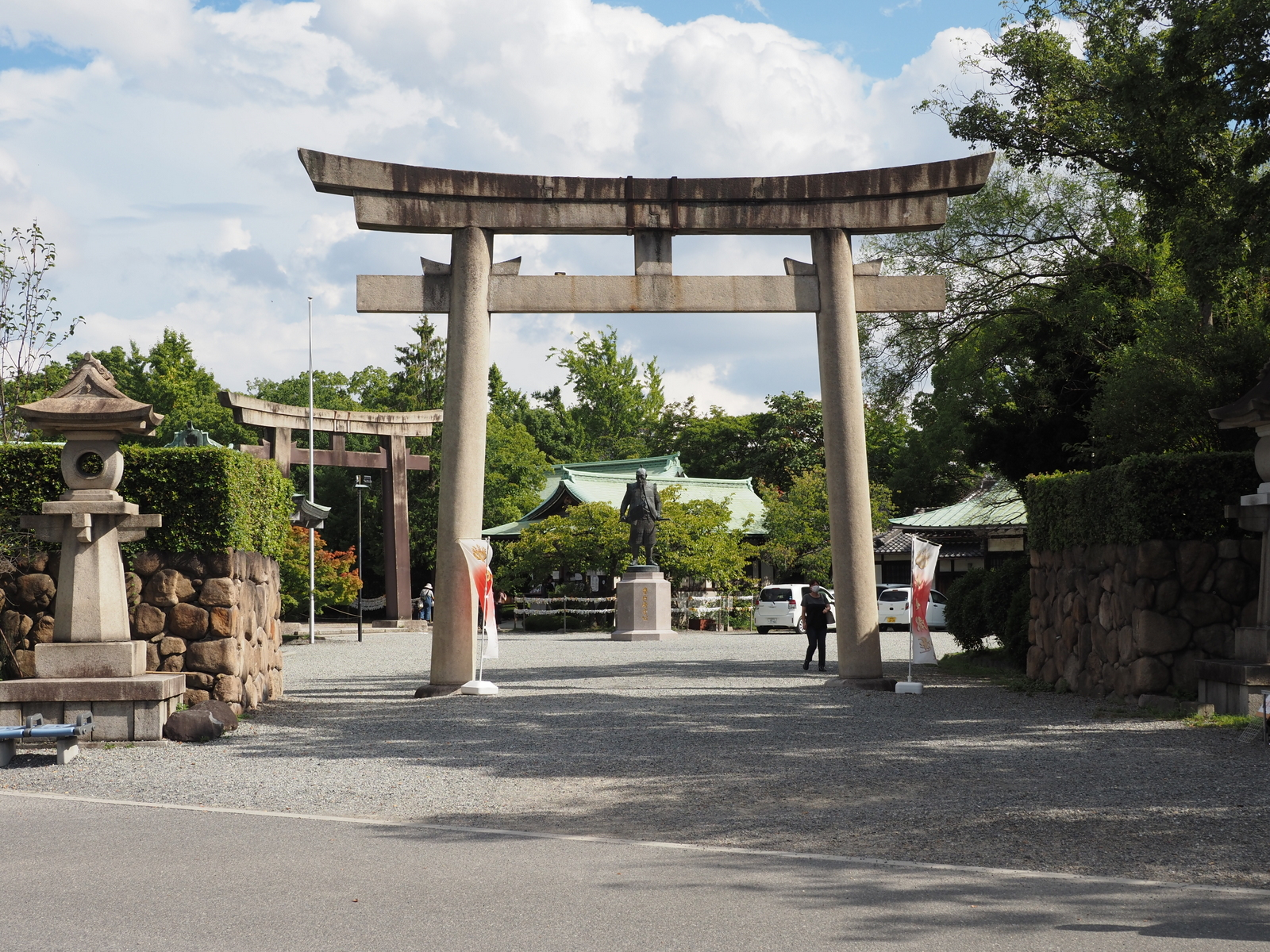
豊國神社の表鳥居

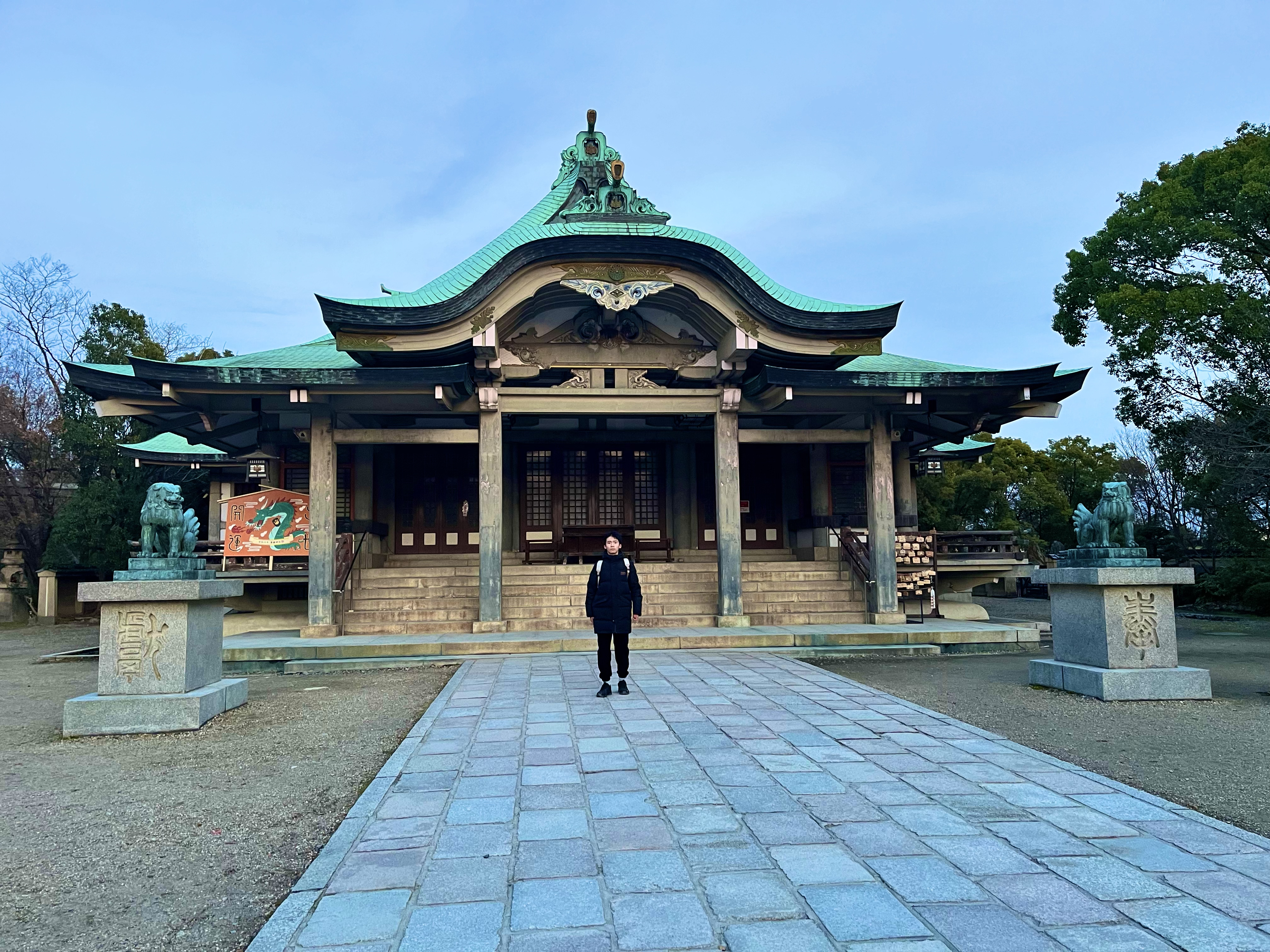
拝殿(2024)

豊國神社の鳥居と秀吉像

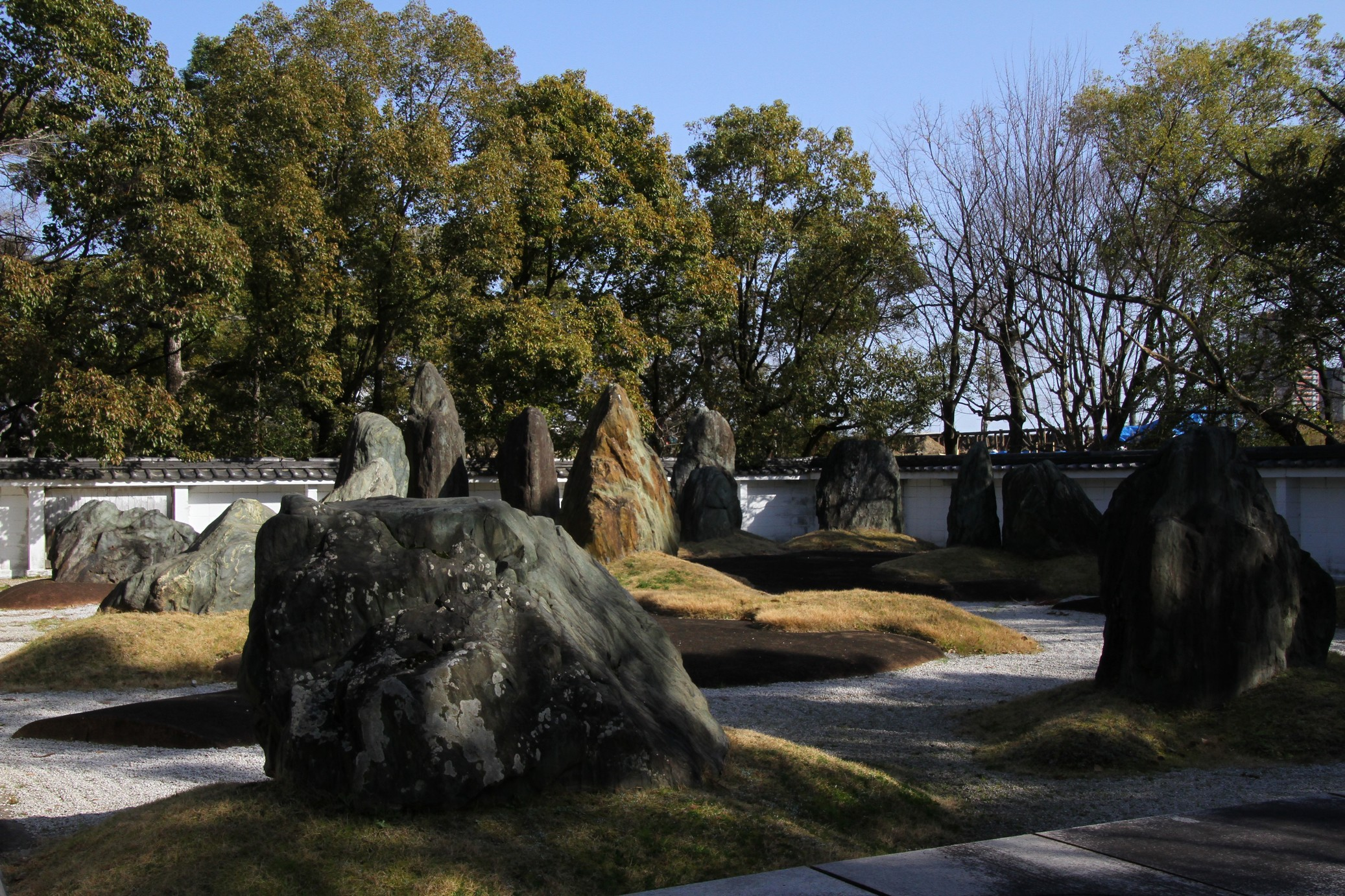
秀石庭

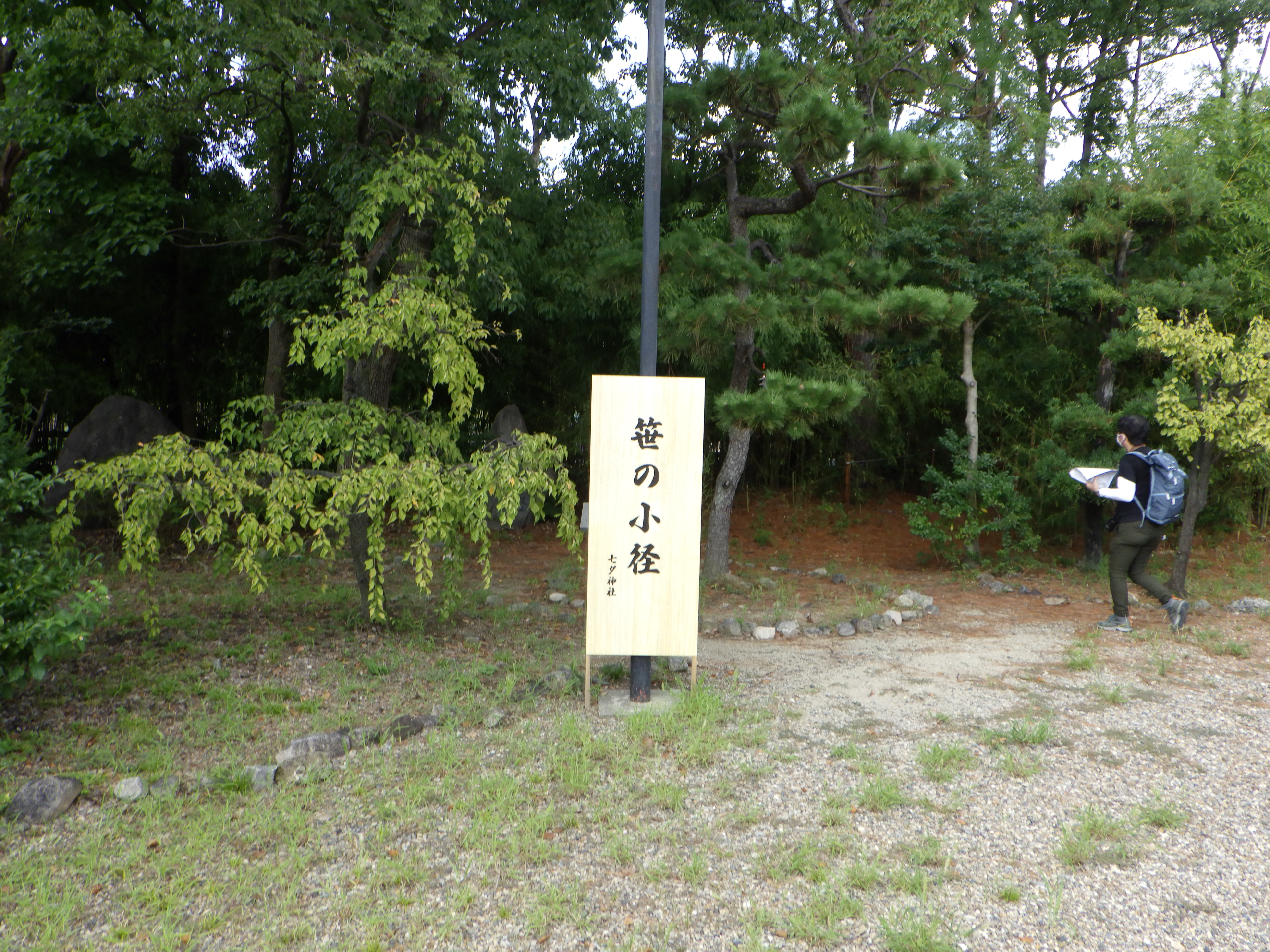
笹の小径（七夕神社）

- 白玉神社 - 祭神：宇迦御魂神。江戸時代には白玉稲荷神社と呼ばれて中之島に祀られ、のち船場の淡路町へ遷座されたものを、1880年（明治13年）に当社境内へ再遷座し改称した。
- 若永神社 - 祭神：宇迦御魂神。かつて豪商淀屋の屋敷内に祀られていたものである。東区大川町（現・中央区北浜）に鎮座していたのを、御堂筋拡張に伴い、1927年（昭和2年）当社境内へ遷座した。
- 七夕神社 - 祭神：稚日女尊、宇迦之御霊神。1907年（明治40年）に白玉神社と合祀されたと伝わっている[6]。
- 庭園「秀石庭」 - 重森三玲作の石庭で1972年（昭和47年）の作。秀吉の秀と大坂城の建つ地の旧名・石山から一字ずつとり名づけられた。
- 社務所
- 豊臣秀吉像

## 文化財

### 国指定特別史跡
- 大坂城跡 - 国､大阪市､豊国神社で構成されている。

### 重要美術品
- 紙本著色 豊臣秀吉像 附：秀頼筆「豊国大明神」の神号及び秀吉辞世詠草の押紙

## 主な神事
- 太閤祭（8月18日） - 慶長3年（1598年）の旧暦8月18日に薨去した豊臣秀吉（享年62）を慰霊する祭。

## アクセス
- 大阪環状線・Osaka Metro（中央線・長堀鶴見緑地線）森ノ宮駅
- Osaka Metro（中央線・谷町線）谷町四丁目駅
- Osaka Metro長堀鶴見緑地線 大阪ビジネスパーク駅
- 大阪シティバス 馬場町バス停・大手前バス停
- 大阪城ロードトレイン 終点 桜門前停留所（すぐ前）

## 関連記事
- 2011年11月 - 大阪城天守閣の再建80年を記念して、豊臣秀吉が食べたとされる料理が奉納される[8]。
- 2015年12月 - 豊臣秀吉の生誕480年（8度目の還暦）の祝いとして、歳旦祭(1月1日)で生誕480年にちなむ祝詞を奏上、好物の麦飯や抹茶、もなかを本殿に据える[9]。

## 補注
1. ↑  井上正雄『大阪府全志 巻之2』清文堂、、1985年、1088頁。
2. ↑  府社豊國神社『府社豊國神社社記』府社豊國神社、1939年(昭和14)、p6
3. ↑  神社敷地買収当時の字山崎の鼻は「中之島通1丁目（現・中之島1丁目）」となり、当時は中之島通1丁目2番、3番を買収した後に、官有地第1種として国に上地され、下記大正時代まで無番地のままだった。下記の移転時に、現在の大阪市庁舎の東半分に該当する部分と交換するためこの無番地は「29番3」と再び登記が起こされることになる。
4. ↑  渡辺武『大阪城話』東方出版、2003年1月7日、43頁。
5. ↑  大阪あーかいぶず第49号 平成28年9月 大阪府公文書館発行
6. 1 2 3  豊國神社(境内のご案内)
7. ↑  公益財団法人中村晋也美術館(プロフィール)
8. ↑  朝日新聞 2011年11月8日 朝刊 P.34
9. ↑  朝日新聞 2011年12月28日 夕刊 P.8